# Hobulaid
Hobulaid (em sueco:  Hästholm) é uma ilha do Mar Báltico pertencente ao país da Estónia.
A ilha foi mencionada pela primeira vez em crónicas em 1391 e tinha uma história de colonização sueca. Na Idade Média, Hobulaid pertencia ao Bispado de Ösel-Wiek de Haapsalu. Hoje, a ilha é uma área importante para inúmeras espécies de aves.

Na ponta sul de Hobulaid encontra-se um farol, em funcionamento, de 13 metros de altura. A estrutura é operada pela Administração Marítima da Estónia e data de 1934.

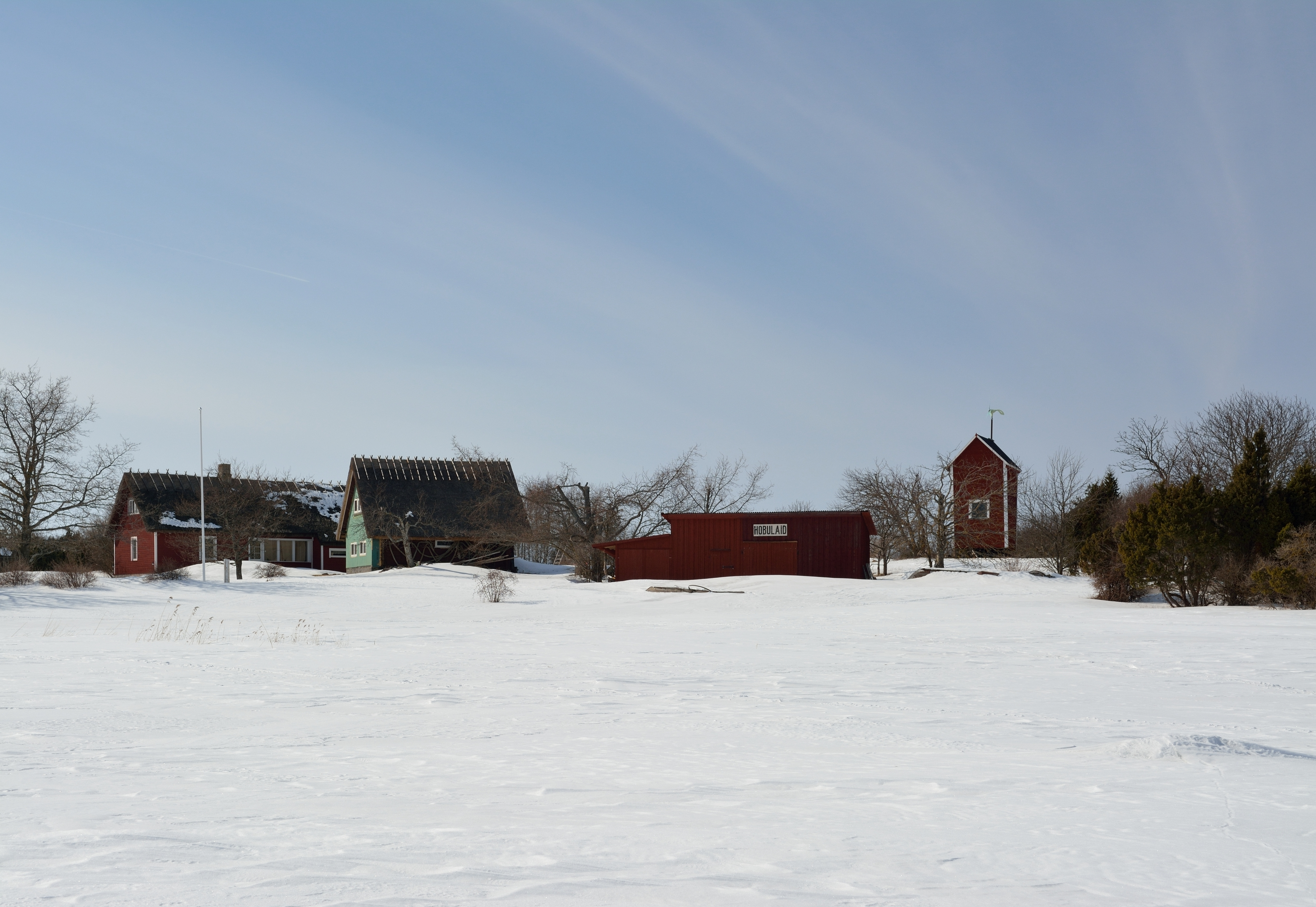
Hobulaid
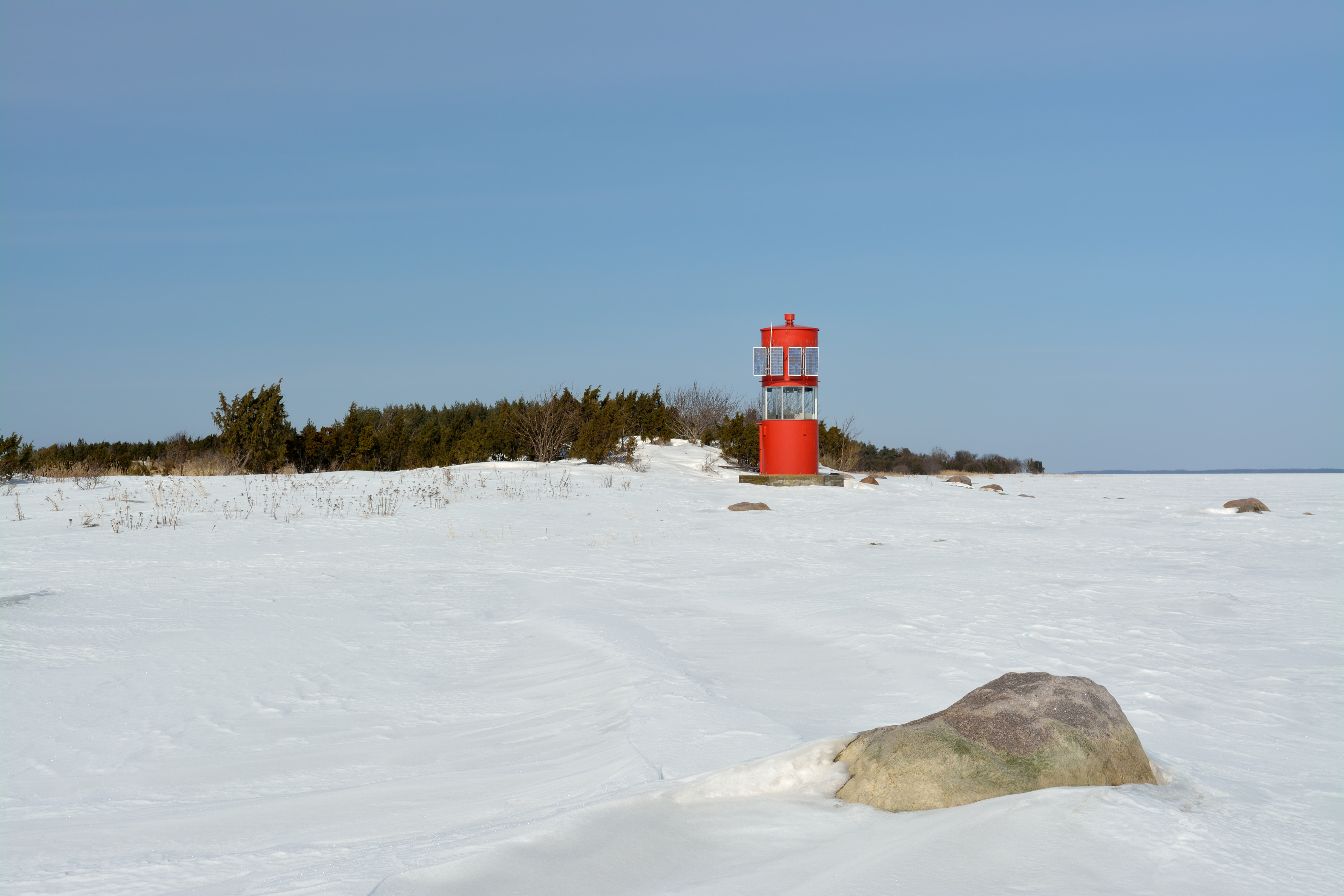
Farol do sul